# Economic voting
Economic voting er en teori, der tager udgangspunkt i, at vælgerne stemmer efter, hvordan det går med økonomien.
Disse vælgere kan deles op i to grupper: de egotropiske og de sociotropiske vælger. En egotropisk vælger fokuserer på, hvordan personen selv opnår den største økonomiske fordel, mens den sociotropiske vælger vil koncentrere sig om de socioøkonomiske forhold frem for sine egne.